# Château de Winchester
Le château de Winchester est un édifice médiéval situé à Winchester dans le comté de Hampshire, en Angleterre. Il a été construit à partir de 1067. Il ne reste que la Grande Salle (Great Hall) du bâtiment originel, qui abrite le musée d'histoire de Winchester.
Le château, commencé sous le règne de Guillaume le Conquérant, a été achevé au XIIe siècle. Seul vestige de la première construction, la Grande Salle a été reconstruite entre 1222 et 1235. Elle est célèbre pour un panneau de bois fixé au mur qui représente la Table ronde du roi Arthur. Bien que cet objet ne remonte pas au XIIIe siècle, il présente un intérêt historique et touristique. En effet, il a été monté et peint sous le règne du roi Henry VIII en 1522. Les noms des chevaliers légendaires de la Table ronde figurent tout autour de la table, et l'emplacement du roi Arthur est matérialisé par son effigie, sur son trône.

## Galerie

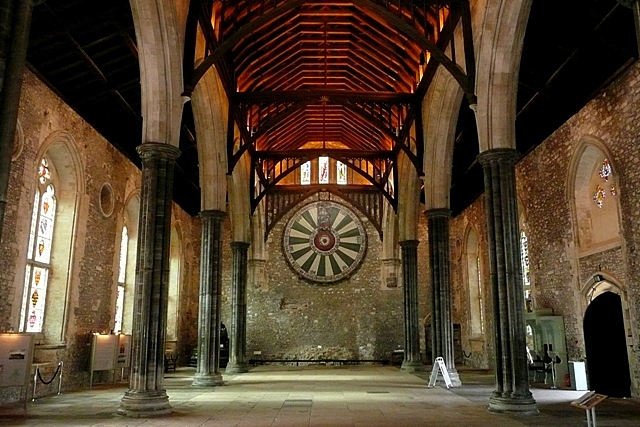
vue du Grand Hall
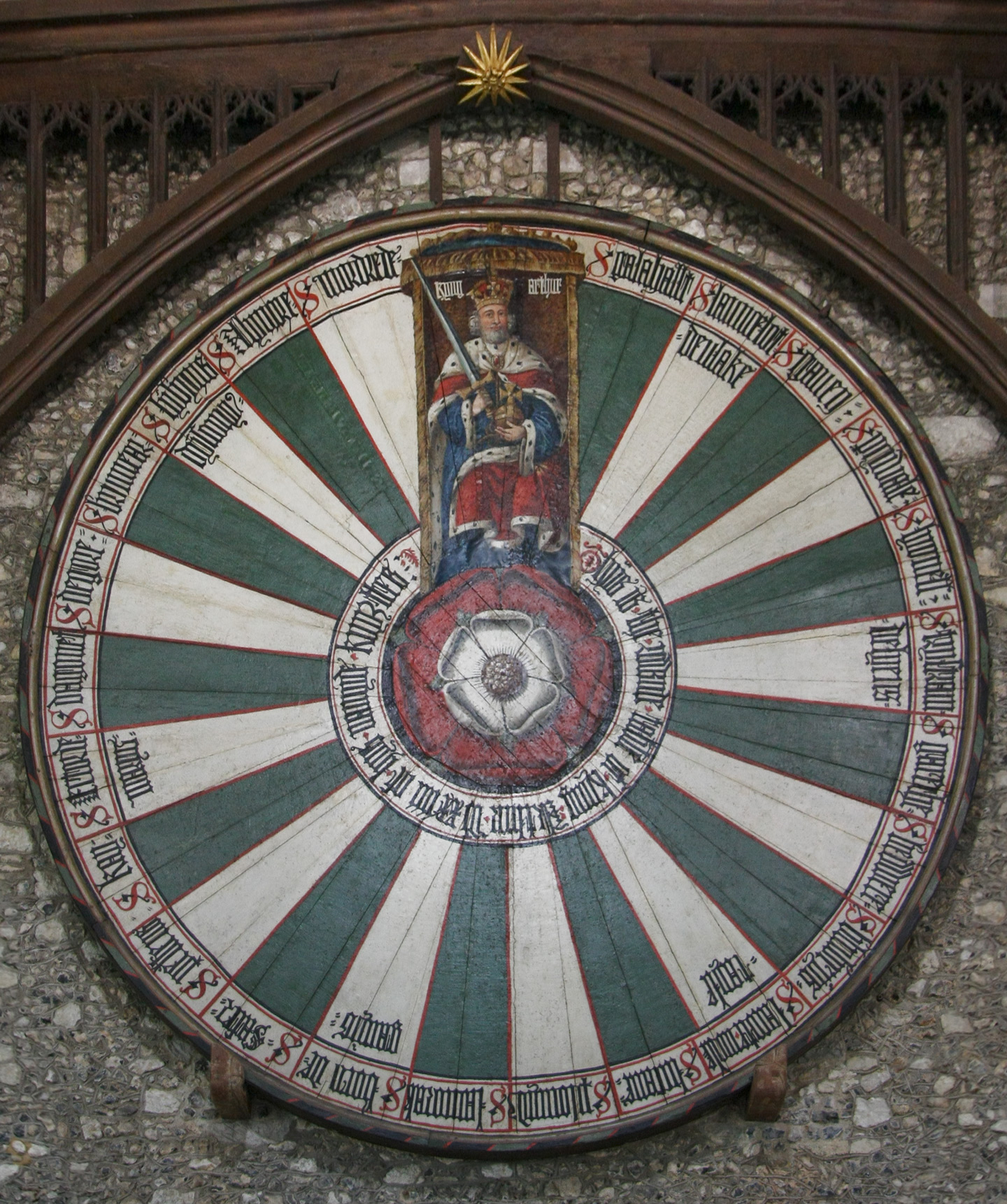
La Table ronde de Winchester.
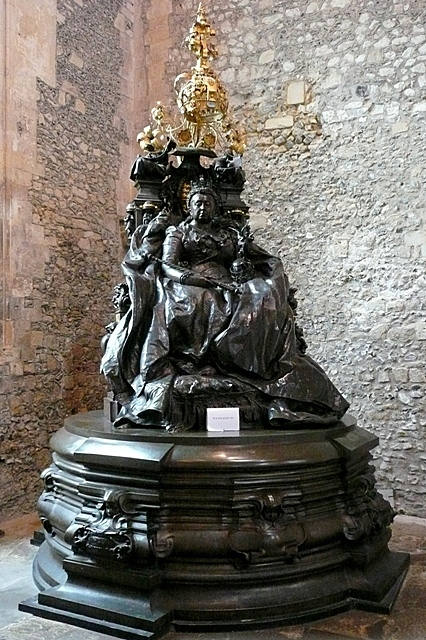
Statue de la reine Victoria placée dans le Grand Hall